# تزیمبالو
تزیمبالو (نام علمی: Solanum caripense) نام یک گونه از سرده بادنجان است.